# Cabinet du secrétaire général des Nations unies
Le Cabinet du secrétaire général des Nations unies ou Conseil de gestion (Senior Management Group ou SMG en anglais) comprend plusieurs hauts fonctionnaires de l'ONU chargé d'assister le secrétaire général et de conserver une cohérence stratégique dans la mise en œuvre des actions de l'ONU. Le Cabinet a été approuvé par l'Assemblée générale des Nations unies en 1997 dans les réformes proposées par Kofi Annan.

## Membres
Le Cabinet, placé sous l'autorité de Amina J. Mohammed (Nigeria), vice-secrétaire général comprend quarante-quatre membres :
- Maria Luiza Ribeiro Viotti – directrice de cabinet
- Ana Maria Menéndez – conseiller principal en politique
- Armida Alisjahbana – secrétaire exécutive de la Commission économique et sociale pour l'Asie et le Pacifique (CESAP)
- Michelle Bachelet – haute-commissaire aux droits de l'homme (HCDH)
- Olga Algayerova – secrétaire exécutive de la Commission économique pour l'Europe (CEE)
- Rola Dashti – secrétaire exécutif de la Commission économique et sociale pour l'Asie occidentale (CESAO)
- Alicia Bárcena Ibarra – secrétaire exécutive de la Commission économique pour l'Amérique latine et les Caraïbes (CEPALC)
- Jan Beagle – secrétaire générale adjointe à la gestion
- David Beasley – directeur exécutif du Programme alimentaire mondial (PAM)
- Miguel de Serpa Soares – secrétaire générale adjointe aux affaires juridiques
- Adama Dieng – conseiller spécial pour la prévention du génocide et des atrocités de masse
- Peter Thomas Drennan – secrétaire général adjoint à la sûreté et à la sécurité
- Simon Stiell – secrétaire exécutif de la Convention-cadre des Nations unies sur les changements climatiques (CCNUCC)
- Grete Faremo – directrice exécutive du Bureau des Nations unies pour les services d’appui aux projets (UNOPS)
- Ghada Waly – directeur général de l'Office des Nations unies à Vienne, et directeur général de l’Office des Nations unies contre la drogue et le crime
- Rosemary DiCarlo – secrétaire générale adjointe aux affaires politiques et à la consolidation de la paix
- Henrietta H. Fore – directrice exécutive de l'UNICEF
- Leila Zerrougui – représentante spéciale pour le sort des enfants en temps de conflit armé
- Mami Mizutori – représentant spécial pour la réduction des risques de catastrophe
- Filippo Grandi – haut-commissaire pour les réfugiés (HCR)
- Bience Gawanas – conseiller spécial pour l'Afrique
- Natalia Kanem – directrice exécutive du Fonds des Nations unies pour la population (FNUAP)
- Atul Khare – secrétaire général adjoint au département de l'appui opérationnel
- Mukhisa Kituyi – secrétaire général de la Conférence des Nations unies sur le commerce et le développement (CNUCED)
- Jean-Pierre Lacroix – secrétaire général adjoint aux opérations de maintien de la paix
- Liu Zhenmin – secrétaire général adjoint aux affaires économiques et sociales
- Mark Lowcock – secrétaire général adjoint aux affaires humanitaires et Coordonnateur des secours d'urgence
- Heidi Mendoza – secrétaire générale adjointe aux services de contrôle interne
- Phumzile Mlambo-Ngcuka – directrice exécutive de l'Entité des Nations unies pour l’égalité des sexes et l’autonomisation des femmes (ONU-Femmes)
- Michael Møller – directeur général de l'Office des Nations unies à Genève (ONUG)
- Izumi Nakamitsu – haute représentante pour les affaires de désarmement
- Pramila Patten – représentante spéciale chargée de la question des violences sexuelles commises en période de conflit
- Catherine Pollard – secrétaire générale adjointe à l'Assemblée générale et à la gestion des conférences
- Najat Maalla M'jid – représentante spéciale sur la violence à l’encontre des enfants
- Maimunah Mohd Sharif – directrice exécutive du Programme des Nations unies pour les établissements humains  (PNUEH ou ONU-Habitat)
- Alison Smale – secrétaire général adjoint à l'information publique
- Inger Andersen – directeur exécutif du Programme des Nations unies pour l'environnement (PNUE)
- Vera Songwe – secrétaire exécutive de la Commission économique pour l'Afrique (CEA)
- Achim Steiner – directeur exécutif du Programme des Nations unies pour le développement (PNUD)
- Fekitamoeloa Katoa ‘Utoikamanu – haute représentante pour les pays les moins avancés (PMA), les pays en développement sans littoral et les petits États insulaires en développement
- Vladimir Ivanovich Voronkov – secrétaire général adjoint du Centre de lutte contre-terrorisme des Nations Unies
- Zainab Bangura – directrice générale de l'Office des Nations unies à Nairobi (ONUN)

## Statut et rôle
Les membres du Cabinet du secrétaire général ont tous le grade de secrétaire général adjoint des Nations unies (SGA). Ce sont donc des hauts fonctionnaires de l'ONU. Certains n'utilisent pas le titre de « SGA » et leurs rôle, missions et influence respectifs varient.
La majorité des SGAs sont nommés par Assemblée générale sur la recommandation du secrétaire général. Certains, comme les représentants et les conseillers spéciaux sont nommés directement par le secrétaire général. Tous les SGAs rendent compte à l'Assemblée générale par le secrétaire général. La seule exception est le SGA chargé du contrôle interne qui fait son rapport au secrétaire général directement.
Les SGAs ont un grade diplomatique équivalent d'un ministre de gouvernement national. En vertu de l'article 105 de la Charte des Nations unies, les SGAs jouissent donc de l'immunité diplomatique.